# Volaris El Salvador
Volaris El Salvador is een Salvadoraanse lagekostenluchtvaartmaatschappij. De maatschappij heeft haar hub op de luchthaven van San Salvador en voert vluchten uit binnen Noord- en Midden-Amerika. De maatschappij is een dochteronderneming van Volaris en vormt samen met Volaris Costa Rica de Volaris Group.

## Geschiedenis
Volaris El Salvador werd in 2019 opgericht en kreeg in mei 2019 haar AOC. Op 20 augustus 2019 volgden de eerste vluchten, maar pas op 15 september 2021 onder de eigen naam met een eigen toestel van San Salvador naar Mexico-Stad.

## Vloot

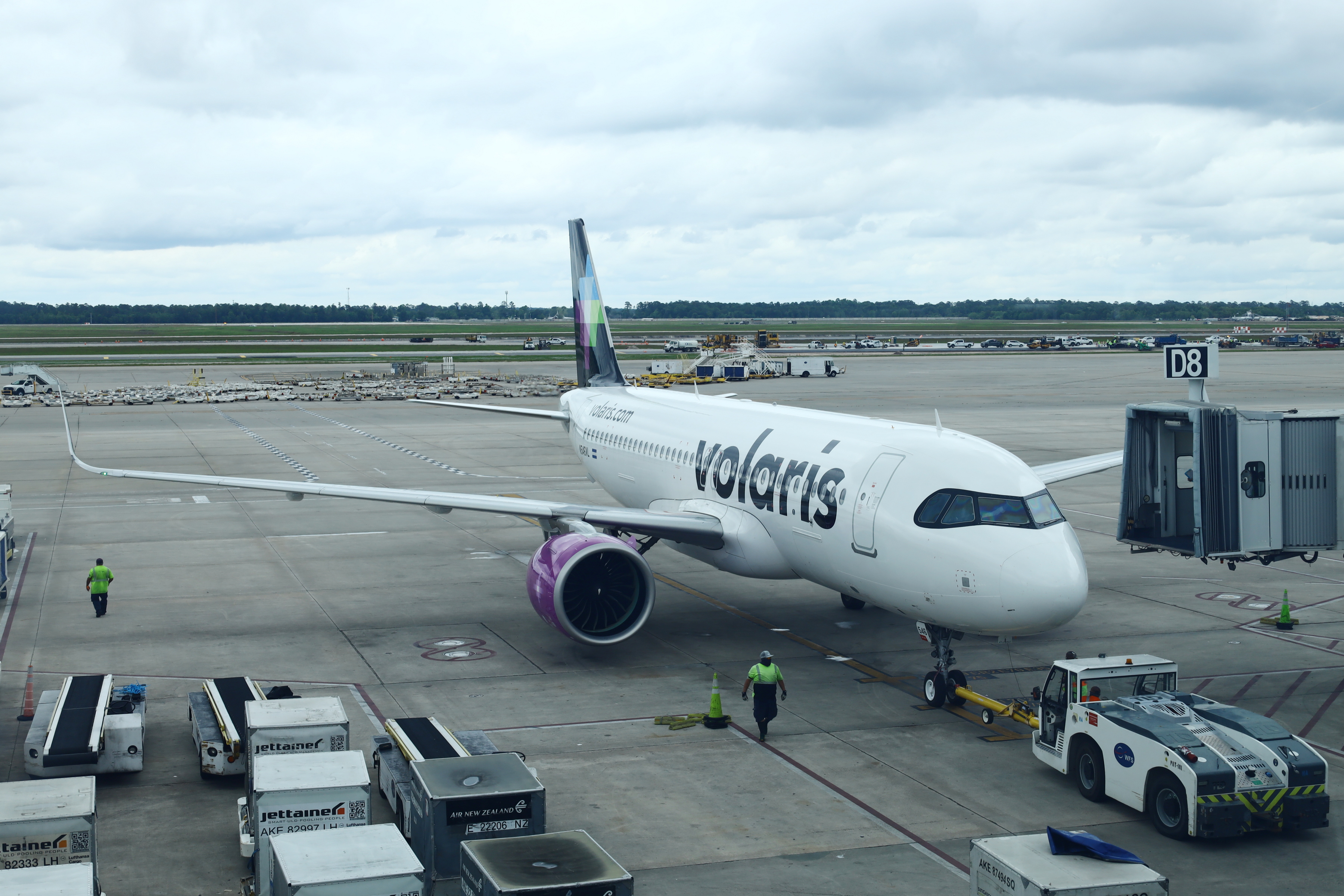
Een Airbus A320neo van Volaris El Salvador

De vloot van Volaris El Salvador bestaat uit de volgende toestellen (juni 2024):
| Type           | In dienst | Orders | Passagiers | Opmerkingen |
| -------------- | --------- | ------ | ---------- | ----------- |
| Airbus A320neo | 3         | 1      | 186        |             |
| Totaal         | 3         | 1      |            |             |

## Bestemmingen
Volaris El Salvador vliegt naar de volgende bestemmingen (juni 2024):
| Land             | Stad            | Luchthaven                                              | Opmerkingen |
| ---------------- | --------------- | ------------------------------------------------------- | ----------- |
| El Salvador      | San Salvador    | Luchthaven El Salvador                                  | hub         |
| Guatemala        | Guatemala-Stad  | Internationale luchthaven La Aurora                     |             |
| Honduras         | San Pedro Sula  | Internationale luchthaven Ramón Villeda Morales         |             |
| Mexico           | Cancún          | Internationale luchthaven van Cancún                    |             |
| Mexico           | Mexico-Stad     | Internationale luchthaven van Mexico-Stad               |             |
| Verenigde Staten | Chicago         | O'Hare International Airport                            |             |
| Verenigde Staten | Houston         | George Bush Intercontinental Airport                    |             |
| Verenigde Staten | Los Angeles     | Los Angeles International Airport                       |             |
| Verenigde Staten | Miami           | Internationale Luchthaven Miami                         |             |
| Verenigde Staten | New York        | John F. Kennedy International Airport                   |             |
| Verenigde Staten | Oakland         | Internationale luchthaven van San Francisco Bay Oakland |             |
| Verenigde Staten | Ontario         | Ontario International Airport                           |             |
| Verenigde Staten | Washington D.C. | Internationale luchthaven Washington Dulles             |             |